# Чжу Інвень
Чжу Інвень (9 вересня 1981) — китайська плавчиня.
Призерка Олімпійських Ігор 2004 року, учасниця 2008 року.
Чемпіонка світу з плавання на короткій воді 2002 року.